# Tha Tako (huyện)
Tha Tako (tiếng Thái: ท่าตะโก) là một huyện (amphoe) ở phía đông của tỉnh Nakhon Sawan, phía bắc Thái Lan.

## Lịch sử
Huyện được thành lập tại Ban Khao Noi, Tambon Tha Tako năm 1900. Ban đầu còn có có lẫn lộ tên Khao Noi hoặc Don Kha. Tên chính thức là Tha Tako bắt đầu năm 1917.

## Địa lý
Các huyện giáp ranh (từ phía bắc theo chiều kim đồng hồ) là Nong Bua, Phaisali, Tak Fa, Phayuha Khiri, Mueang Nakhon Sawan và Chum Saeng.

## Hành chính
Huyện này được chia thành 10 phó huyện (tambon), các đơn vị này lại được chia ra thành 109 làng (muban). Tha Tako là một thị trấn (thesaban tambon) nằm trên một phần của tambon Tha Tako. Có 10 Tổ chức hành chính tambon.
| STT | Tên          | Tên tiếng Thái | Số làng | Dân số |  |
| --- | ------------ | -------------- | ------- | ------ |  |
| 1.  | Tha Tako     | ท่าตะโก         | 7       | 9.397  |  |
| 2.  | Phanom Rok   | พนมรอก         | 13      | 6.556  |  |
| 3.  | Hua Thanon   | หัวถนน          | 10      | 8.251  |  |
| 4.  | Sai Lamphong | สายลำโพง       | 16      | 8.193  |  |
| 5.  | Wang Mahakon | วังมหากร        | 11      | 6.657  |  |
| 6.  | Don Kha      | ดอนคา          | 17      | 12.167 |  |
| 7.  | Thamnop      | ทำนบ           | 6       | 3.799  |  |
| 8.  | Wang Yai     | วังใหญ่          | 9       | 2.585  |  |
| 9.  | Phanom Set   | พนมเศษ         | 10      | 5.407  |  |
| 10. | Nong Luang   | หนองหลวง       | 10      | 6.148  |  |